# Autel de la Gens Augusta
Vous lisez un « article de qualité » labellisé en 2013.
L'autel de la Gens Augusta est un autel sacrificiel d'époque romaine consacré au culte impérial, découvert sur le flanc de la colline de Byrsa, au sein du site archéologique de Carthage et conservé au musée national du Bardo, dans la salle dite de Carthage occupant l'ancien patio du palais beylical.
L'œuvre, depuis sa découverte deux ans avant le déclenchement de la Première Guerre mondiale, fait l'objet de commentaires élogieux qui évoquent divers aspects des qualités de cette découverte, dont une monographie par Louis Poinssot, qui reste fondamentale près d'un siècle après sa publication en 1929.
Au milieu du XXe siècle, Jean Charbonneaux considère pour sa part que l'œuvre est un bel exemple de l'art populaire romain, avec « la clarté et [la] simplicité naïve » qui le caractérisent selon lui, d'autant plus important que « peu de reliefs monumentaux du siècle d'Auguste ont subsisté ».
Les spécialistes contemporains confirment l'importance de cette pièce archéologique. « Document important pour connaître l'idéologie impériale » selon Abdelmajid Ennabli, il est considéré comme un manifeste de l'art augustéen, « alliance entre le réalisme romain et l'idéalisme grec » selon Mohamed Yacoub et comme le témoignage le plus spectaculaire à ce jour de cet art en Afrique romaine selon Yann Le Bohec.

## Datation et histoire

### Contexte historique

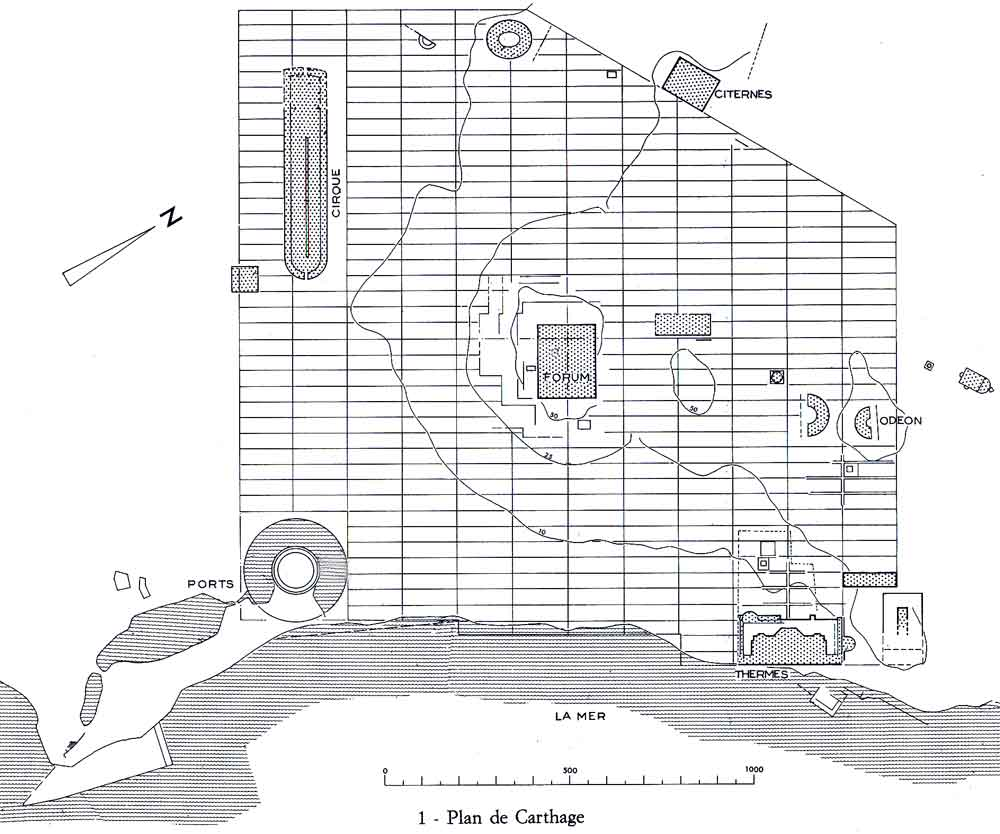
Plan de la Carthage romaine : le lieu de la découverte est à proximité du forum.

L'autel est découvert dans les environs immédiats du temple de la Gens Augusta de Carthage, et appartient sans nul doute au même complexe cultuel. La cité punique de Carthage, détruite en 146 av. J.-C. à l'issue de la troisième guerre punique, fait l'objet d'une tentative sans lendemain d'établissement d'une colonie romaine du fait de Caius Sempronius Gracchus, tribun de la plèbe en 123 av. J.-C., qui meurt en 121 av. J.-C.
Le projet d'installer des vétérans refait surface avec Jules César, mais reste à nouveau sans suite, du fait de l'assassinat de ce dernier aux Ides de mars en 44 av. J.-C. La renaissance de la cité est l'œuvre du futur Auguste, qui la refonde en 29 av. J.-C. et la renomme Colonia Iulia Concordia Carthago. Au nom ancien sont apposés ceux de sa famille d'adoption, les Iulii, et la cité est placée sous le patronage de la Concorde, tant désirée après les affres des guerres civiles qui ont agité Rome dans le dernier siècle av. J.-C.
Les premières constructions de la cité sont publiques ; elles répondent au dessein d'en faire un exemple de la romanité afin de lancer le processus de romanisation dans cette région au passé à la fois libyco-numide et punique.
« Colonie romaine en terre d'Afrique », c'est une capitale administrative qui est tout d'abord fondée, les installations privées ne venant que tardivement, avec l'enrichissement grandissant que procurent les nombreuses exportations vers Rome : blé essentiellement, mais aussi huile d'olive, destinés particulièrement au système de l'annone.

### Redécouverte du temple de la Gens Augusta et de l'autel

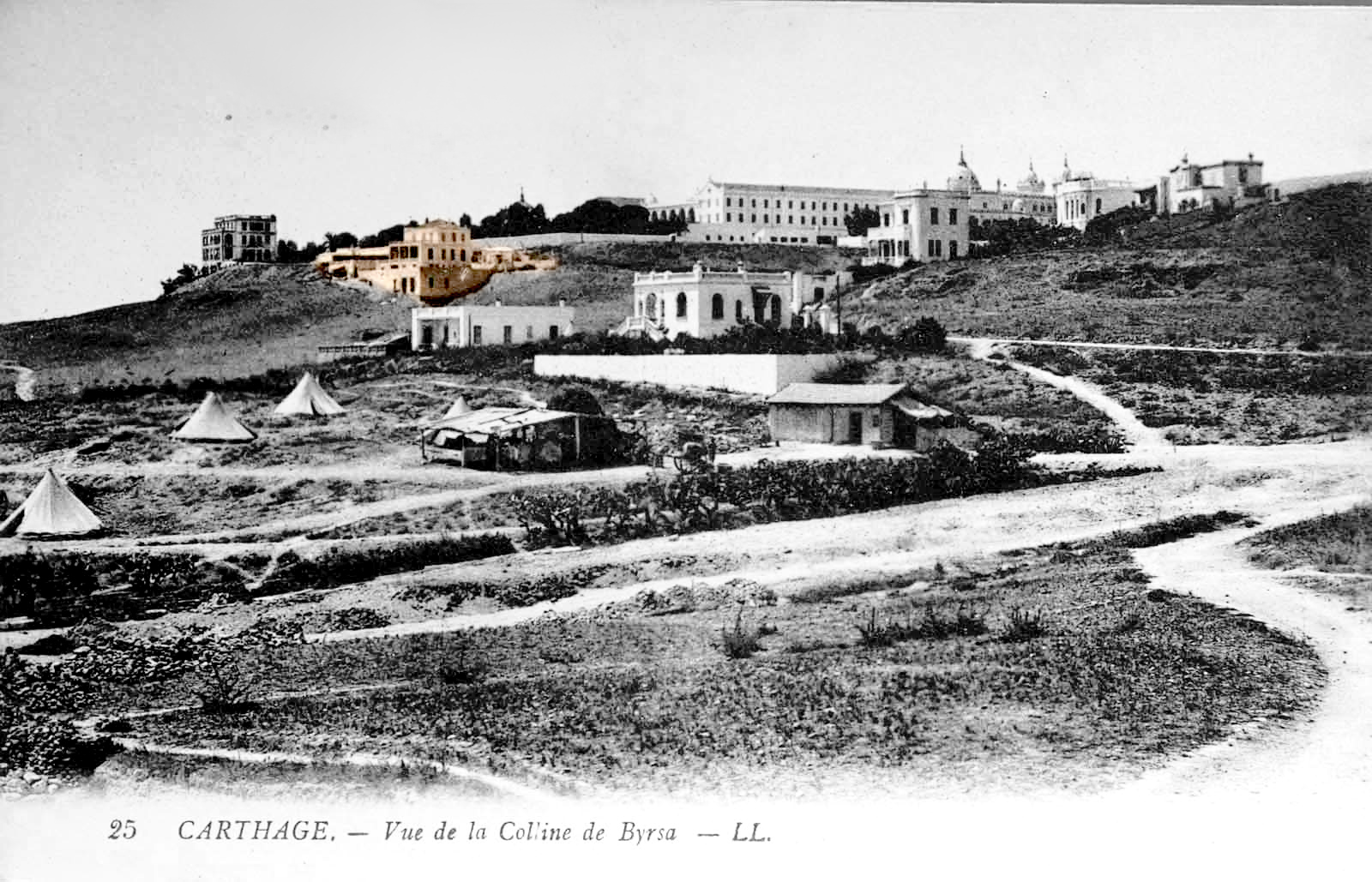
Villa Saumagne, lieu de découverte de l'autel, sur une carte postale ancienne.

Le temple de la Gens Augusta, composé de trois salles de deux mètres sur trois, est retrouvé le 17 septembre 1912 dans le jardin de la propriété de Charles Saumagne, à proximité du bureau de poste et non loin des absides dites de Beulé. Il comporte notamment une inscription.
GENTI AUGUSTAE P. PERELIUS HEDULUS SAC(erdos) PERP(etuus) TEMPLUM SOLO PRIVATO PRIMUS PECUNIA SUA FECIT,.
« À la famille Auguste, Publius Perelius Hedulus, prêtre perpétuel, a fait le premier un temple sur sa propriété à ses frais ».
L'inscription est datée du début de l'empire par la forme des lettres de l'inscription.
L'autel est retrouvé pour sa part le 27 février 1916. Le bloc de couronnement de l'autel est conservé de façon partielle, un quart étant manquant selon Poinssot. Ce bloc est trouvé non loin du soubassement et du dé de l'œuvre.
Conservé dans un jardin à proximité de son lieu de découverte, il est légué par les propriétaires du terrain, Albert et Victor Bessis, au musée du Bardo. Il est déplacé par Louis Poinssot, peu avant l'édition de son ouvrage de 1929, dans le grand patio du palais du Bardo où il se trouve toujours. L'espace au centre duquel se trouve l'œuvre, désormais « l'une des pièces maîtresses du musée du Bardo » porte le nom de « salle de Carthage ».

### Datation

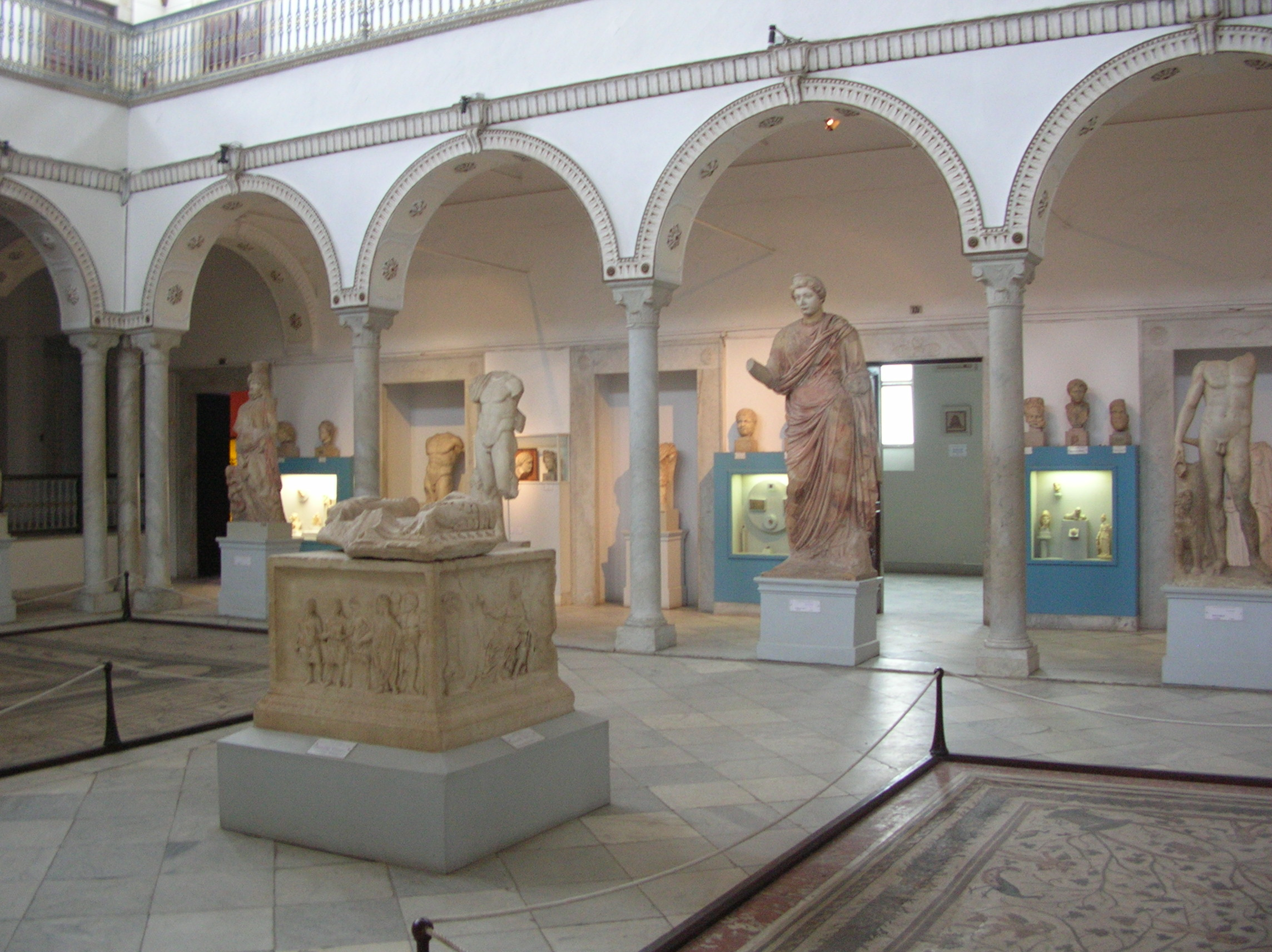
Vue de l'autel dans la salle de Carthage du musée du Bardo.

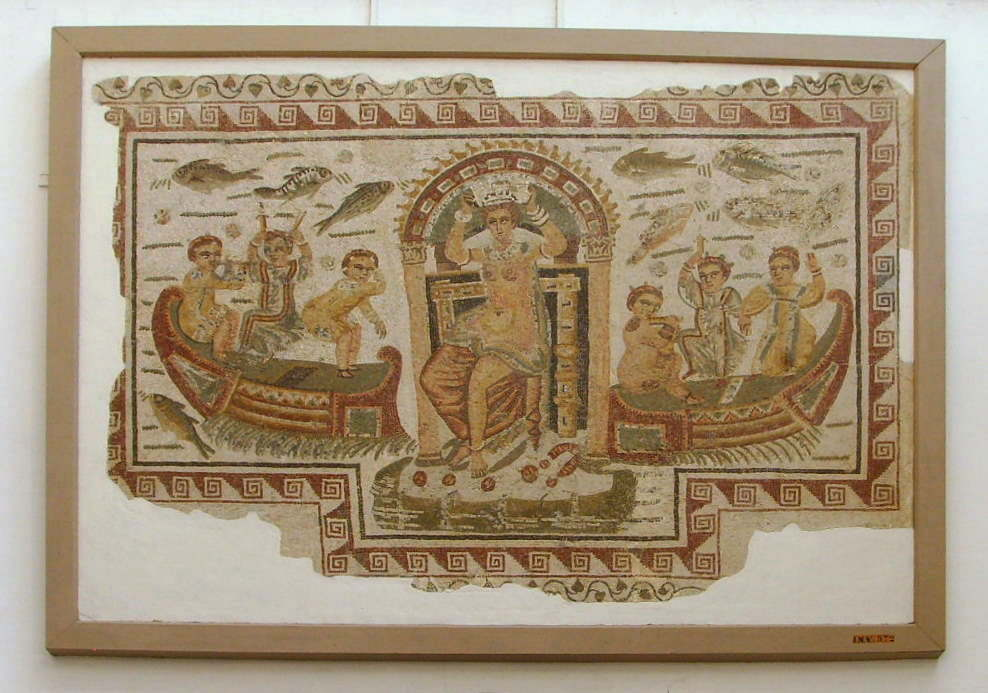
Couronnement de Vénus issu des fouilles de la maison d'Ariadne ayant livré des tuiles estampillées du nom de Perelius Hedulus.

L'autel provient d'un atelier de Rome. Il est daté du Ier siècle av. J.-C.-Ier siècle ap. J.-C., soit la même époque que l'Ara Pacis. L'autel est érigé à ses frais et dédié par un Africain, sans doute un citoyen romain, P. Perelius Hedulus, sur un espace situé entre le cardo IV et V de la ville romaine. Le terrain appartient au dédicant, sans doute un riche affranchi, vu son cognomen selon Marcel Le Glay, et qui est le premier titulaire local du culte impérial dans la capitale provinciale. Son titre est sacerdos perpetuus : ce titre est peut-être lié à un titre honorifique conservé à vie ou à une mission confiée du fait de son enthousiasme à célébrer un culte qu'il avait été le premier dans sa cité à célébrer. Non loin du lieu de découverte de l'autel sont découvertes des briques estampillées portant le nom de Perelius Hedulus,, d'autres au nom de C. Iuli Antimachi avec un capricorne. Le nom de Perelius Hedulus est présent sur les tuiles retrouvées lors des fouilles de la maison d'Ariadne, également à Carthage. Selon Le Glay, « on peut se demander si Hedulus n'était pas un homme d'affaires dirigeant une tuilerie, créée par un negociator de Rome, à un moment où l'urbanisme carthaginois était en plein essor ». L'autel tout comme le temple qui lui était sans doute associé sont donc des manifestations de l'évergétisme du dédicant.
L'autel est lié à un temple dédié par P. Perellius Hedulus dans les environs duquel sont trouvées des tuiles au motif du capricorne, lié à la conception d'Auguste. De même, la personne de l'empereur n'est pas considérée comme divinisée, or on sait que l'apothéose d'Auguste intervient très rapidement sous son successeur Tibère. La remise du clipeus aureus, datée de 27 av. J.-C., est également un élément de datation, tout comme des emprunts présumés à l'Ara Pacis érigé entre 13 et 9 av. J.-C.. Le culte du Genius Augusti est instauré en 8 av. J.-C. et aurait entraîné la naissance du culte de la Gens Augusta. Le sujet du panneau d'Énée est repris très souvent avant la mort d'Auguste mais le thème présent dès le milieu du Ier siècle av. J.-C. présente Énée avec Anchise mais sans Ascagne.
L'œuvre date du règne d'Auguste même si la date précise fait toujours débat : datable selon Poinssot d'« une époque très voisine du début de l'ère chrétienne », d'une fourchette entre 27 ou 15 av. J.-C. et le règne de Tibère selon Gilbert Charles-Picard et « vers l'année 1 de notre ère » selon Le Bohec, elle constitue l'une des pièces les plus anciennes évoquant l'idéologie et la religion impériale, lorsque « l'initiative privée coexiste encore avec l'iconographie officielle ». Octave rétablit l'ordre après les guerres civiles du Ier siècle et devient Auguste en 27 av. J.-C. Dans ce contexte, la personne du princeps est adulée par les artistes et les poètes, comme Virgile dans l'Énéide.
L'Ara Pacis inauguré en 9 av. J.-C. est le « monument le plus achevé de l'art augustéen » : sont rappelés en particulier dans cet édifice le rôle d'Énée, la fondation de Rome, la protection d'Apollon dont bénéficie l'empereur. L'autel de la Gens Augusta est une preuve de la refondation de Carthage par Auguste, et de la diffusion de thèmes définis à Rome dans l'Ara Pacis. Même si d'« ambition et de facture [...] plus modestes », l'œuvre est un témoignage parmi d'autres « de la religion impériale en voie de gestation ». Les œuvres sont d'inspiration grecque ou italique mais la nouveauté est la thématique et le programme iconographique utilisé, qui « s'impose à l'Empire tout entier ».
L'œuvre a subi ultérieurement des mutilations sans doute volontaires selon Poinssot, en particulier aux mains et aux visages et sur les objets qui faisaient saillie : ces mutilations avaient pour objectif de réduire le pouvoir des idoles représentées.

## Description

### Généralités
L'autel est en marbre de Carrare, un grain fin mais, selon Poinssot, de second choix car des veines sont présentes, en particulier dans la scène d'Énée. L'artiste a utilisé de façon modérée le trépan pour certains évidements. Selon Poinssot, le monument était situé dans un temple, vu l'état de conservation de l'épiderme du marbre.
Il est orné de bas-reliefs sur ses quatre côtés ; les panneaux sont encadrés par une sorte de pilastre pourvu de tiges avec soit des feuilles de laurier, soit des fleurs.
Il est possible de relever sur l'un des côtés une représentation de la préparation d'un taurobole (un sacrifice au génie impérial selon Colette Picard) et sur un autre la fuite d'Énée, ancêtre mythique des Romains, accompagné de son père Anchise et de son fils Ascagne. Les deux derniers côtés représentent pour l'un une Rome casquée faisant face à des armes et à un autel orné d'une corne d'abondance, pour l'autre Apollon, divinité protectrice de la gens, assis sur un trépied. Cette dernière face est considérée par Colette Picard comme une représentation d'Apollon Actien, destinataire du vœu formulé par Octave à Actium.
Certains détails évoquent des réparations antiques, peut-être dans l'atelier d'origine selon Poinssot : ainsi dans le relief d'Anchise le pied droit désormais perdu était une pièce rapportée.

### Panneaux figurés

#### Panneau d'Apollon

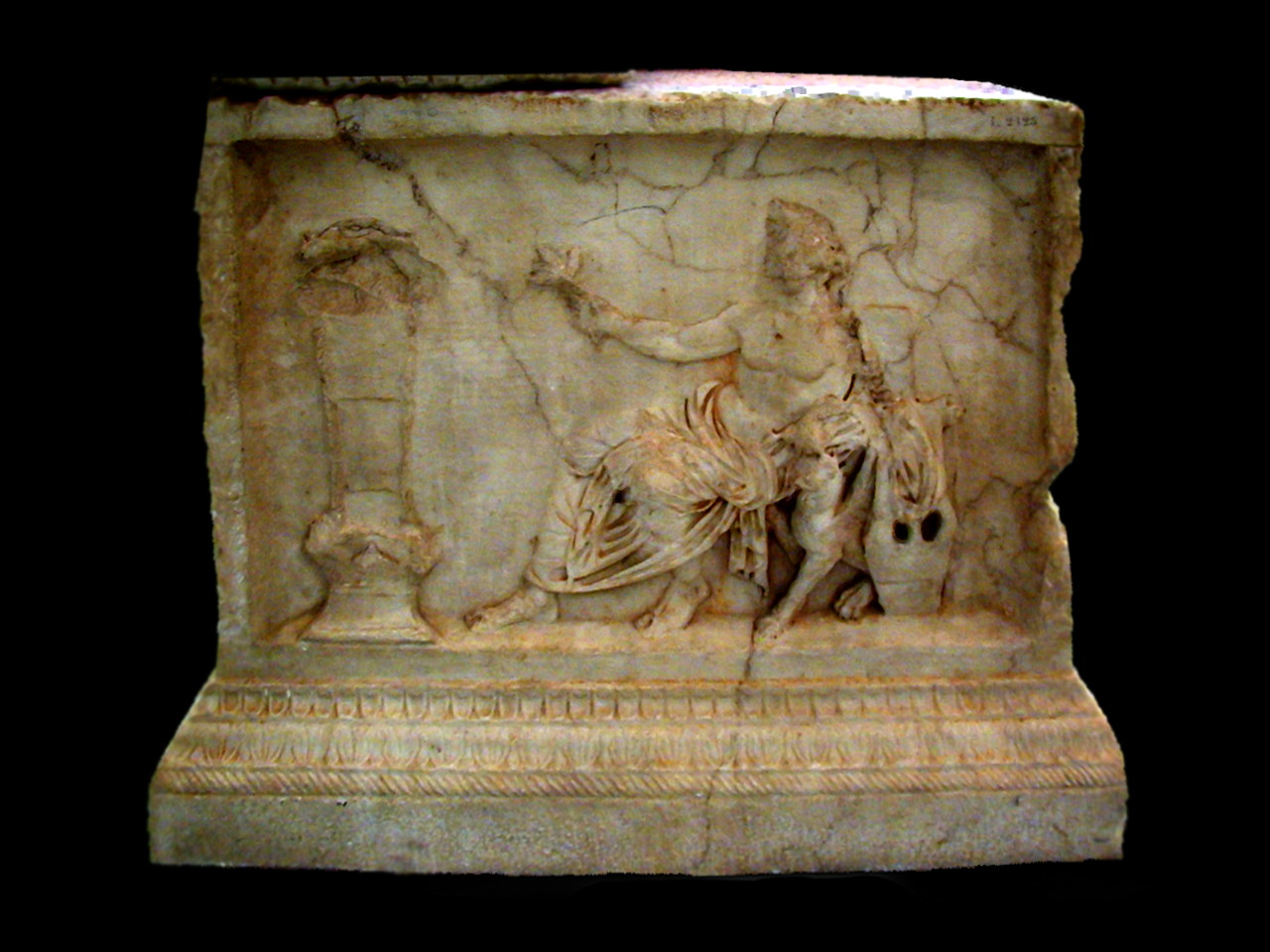
Panneau d'Apollon.

La divinité est représentée à la moitié de la taille normale d'un être humain. À ses côtés se trouve une cithare représentée selon la même échelle et pourvue de six cordes ainsi qu'un résonateur présent sur son avant. Face à la divinité est représenté un trépied, qui est très mal conservé, ainsi que deux pieds pourvus de griffes. Poinssot évoque un troisième pied figuré par une bande peinte.
Selon la propagande augustéenne, Apollon est la divinité protectrice d'Auguste après son engagement à ses côtés lors de la bataille d'Actium. Il a rendu à Rome la paix et la prospérité. La divinité représentée sur l'autel est également liée à la personne d'Auguste : en effet, c'est ce dieu qui aurait présidé, sous la forme d'un serpent, à la conception du futur empereur.

#### Panneau de Rome

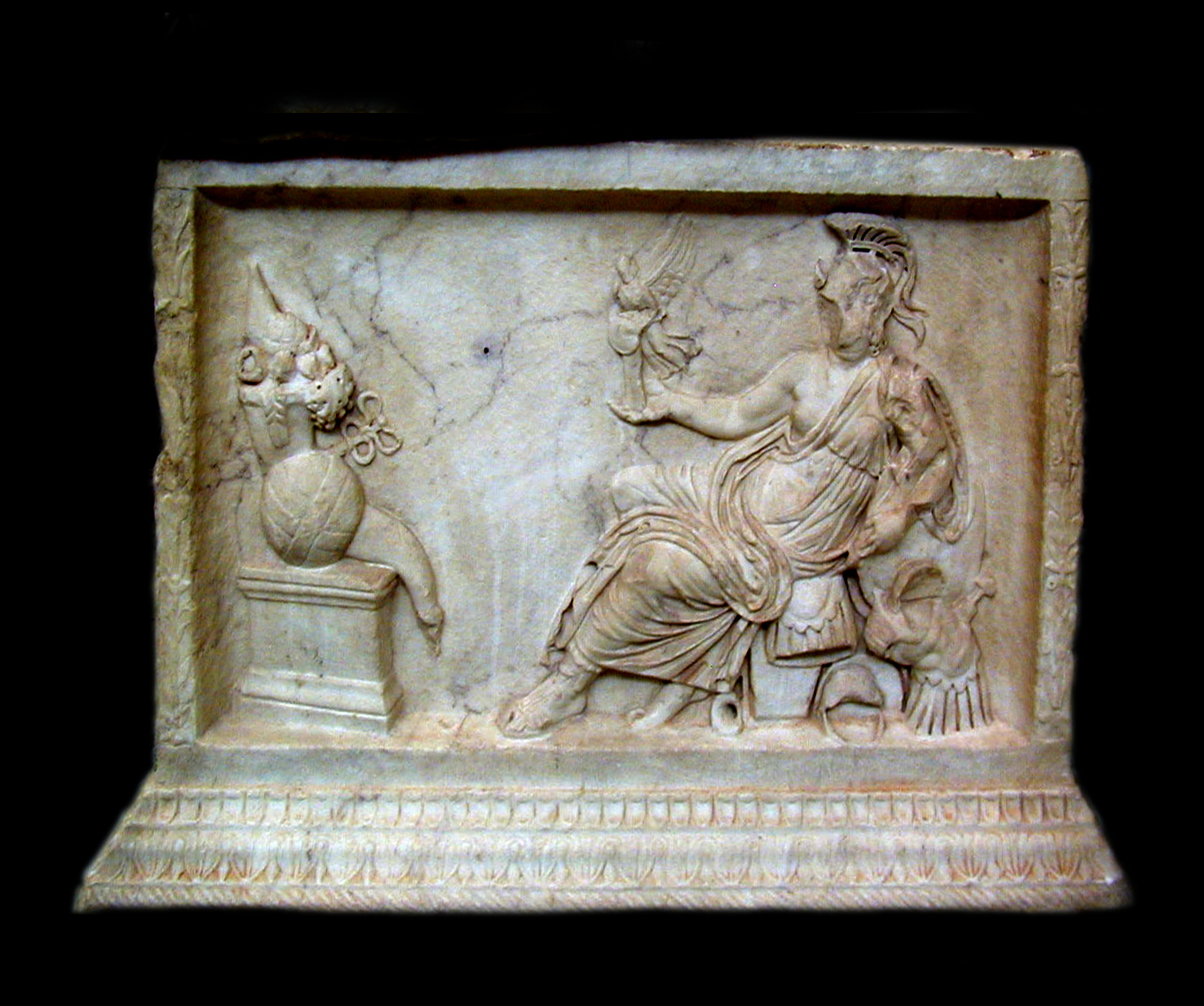
Représentation de Rome personnifiée.

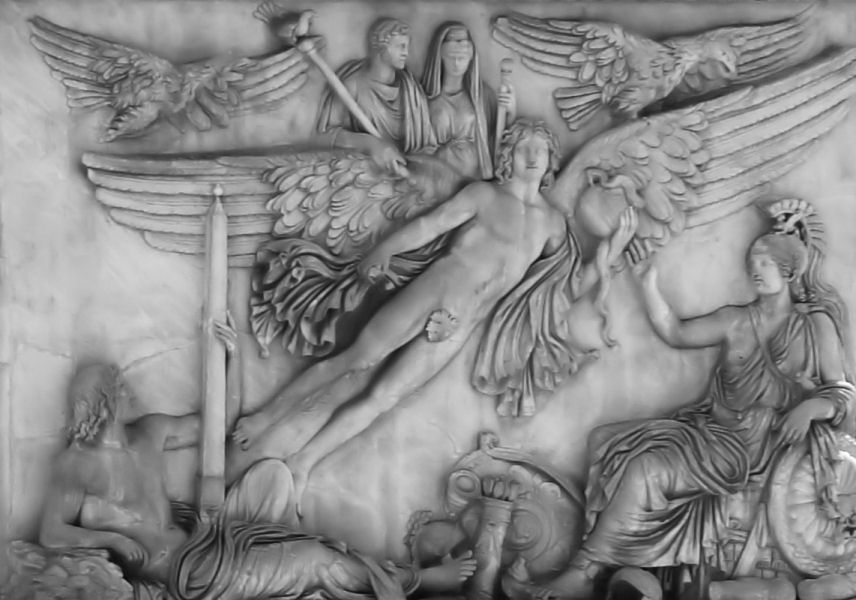
Base de la colonne d'Antonin le Pieux, apothéose d'Antonin le Pieux et de Faustine ; à remarquer à droite l'attitude proche de la personnification de Rome de la représentation carthaginoise.

La personnification de Rome est présentée en guerrière et figurée telle une amazone, avec le sein droit découvert, si ce n'est qu'elle est drapée jusqu'à ses pieds. À ses côtés sont accumulés des armes et des éléments de cuirasses, dont un casque. L'embouchure d'une trompette est visible. La déesse tient un bouclier sous le bras gauche et un glaive court dont la poignée est dégradée.
Le visage de la divinité a souffert de dégradations. Son casque est surmonté d'un cimier qui s'achève en queue de cheval. Dans la main droite, la déesse porte un pilier muni d'un bouclier derrière lequel vole une Victoire ailée. Poinssot pense que le panneau représente le clipeus aureus offert à Octave en 27 av. J.-C. par le Sénat et le peuple de Rome et placé dans la Curie Julia sur le forum, après avoir été placé sur une colonne et surmonté d'une Victoire.
Poinssot évoque la similitude d'attitude de Rome avec celle de la face du piédestal de la colonne d'Antonin le Pieux, la seule différence notable étant la représentation de la Victoire ailée qui est absente dans le piédestal, qui possède par ailleurs des éléments beaucoup plus détaillés que sur l'autel. Selon cet auteur, l'archétype des deux œuvres serait une représentation de Rome sur l'Ara Pacis.
Face à la personnification de Rome, on trouve un cippe ou un autel au-dessus duquel se trouvent un caducée, une sphère pourvue d'armilles et une corne d'abondance bien plus grande que la taille réelle. Poinssot considère qu'il s'agit là d'un « motif de remplissage » et le globe ne semble pas avoir subi de travaux de finition. Celui-ci symbolise le monde selon Le Bohec. La corne d'abondance contient une pomme de pin, une grenade, un épi de blé et un raisin ainsi qu'une feuille de vigne. Tous les éléments de décor évoquent Rome comme pourvoyeuse de bienfaits, outre les signes de rappels de victoires militaires. Ces éléments rappelant la paix étaient également utilisés par César et Marc Antoine. L'artiste associe de son vivant la personne de l'empereur à la déesse dans le « panneau de Rome », avant même que par l'apothéose il ne devienne son parèdre. L'iconographie du même panneau symbolise, selon Le Glay, « le nouveau régime augustéen cosmocratique et garant de l'Âge d'or ».
L'œuvre témoigne de la piété d'Auguste, qui honore ses ancêtres et les dieux sur l'un des panneaux, et de celle d'Énée, son aïeul légendaire. À la piété d'Énée envers son père répond ainsi la piété d'Octave-Auguste.

#### Panneau d'Énée

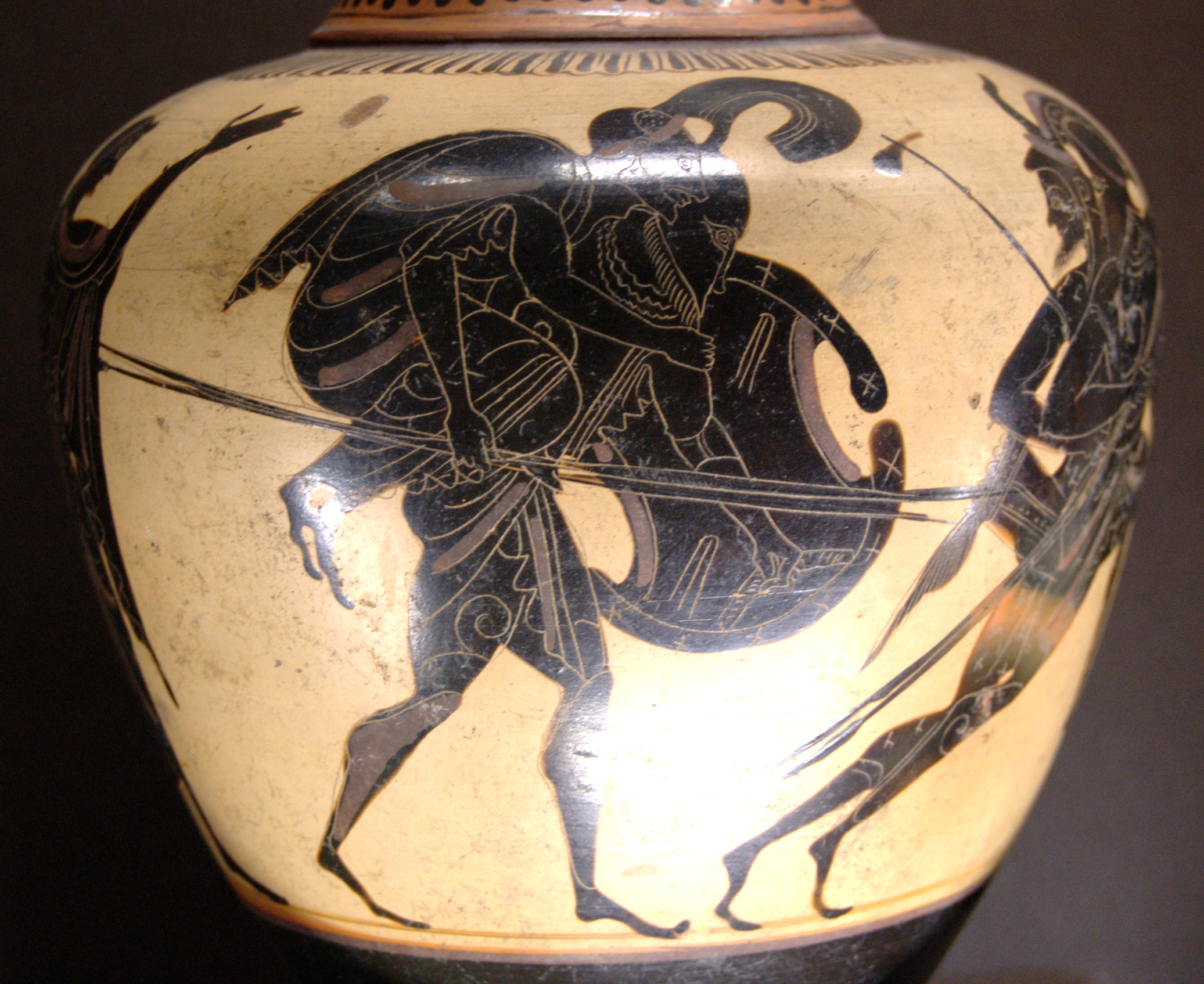
Énée portant Anchise, œnochoé à figures noires, v. 520-510 av. J.-C., musée du Louvre (F 118).

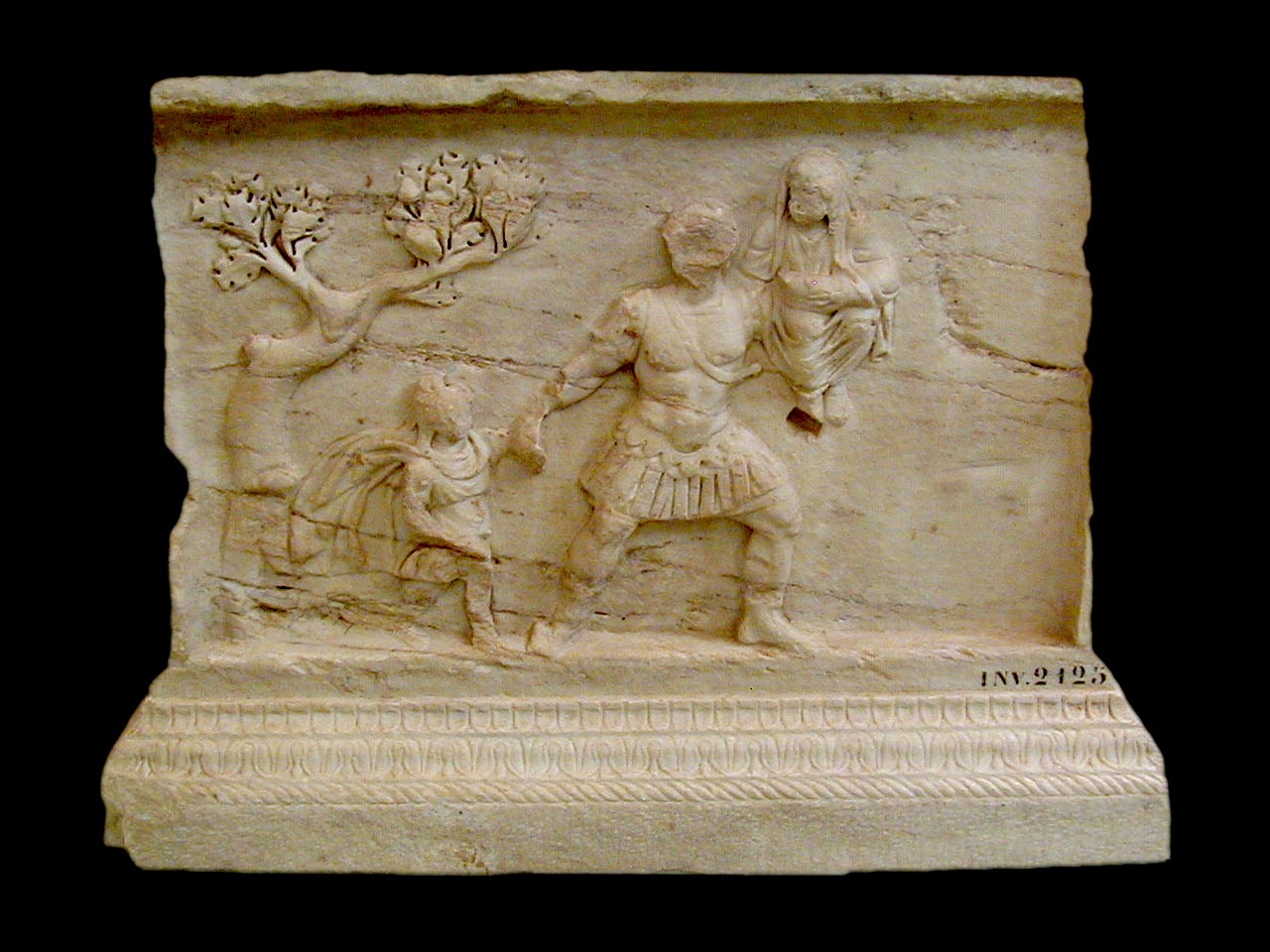
Scène de la fuite d'Énée.

Le thème d'Énée a été traduit dans les œuvres d'art dès le VIe siècle av. J.-C. dans la peinture sur vase, et aussi à Pergame. La représentation d'Énée tiendrait à rappeler également le mythe de la fondation de Carthage, lieu d'exposition de l'œuvre. Énée, qui est le personnage principal de cette partie de l'œuvre, est habillé d'une cuirasse avec festons et de sandales du même genre que celles dont est munie la personnification de Rome.
Le personnage a eu le visage abîmé à une époque indéterminée. Il tient son père Anchise avec le bras gauche, et ce dernier tient contre lui dans un panier les pénates de Troie. De la taille d'un enfant, il est barbu et son visage est entouré d'un voile. De la main droite, il tient son fils Ascagne, coiffé d'un bonnet phrygien et vêtu d'un manteau flottant.
Un vieux chêne occupe la partie gauche du panneau, dont les feuilles sont exagérément grandes. À la croisée des deux branches se trouve une tête de bœuf ou de taureau. Le panneau figure le départ d'Énée de la forêt de l'Ida, symbolisée par le chêne sur le tronc duquel il a effectué un sacrifice.
La juxtaposition maladroite des personnages de ce panneau trahit « l'insuffisante adaptation d'un prototype qui n'est pas un bas-relief », prototype qui est en haut-relief ou en ronde-bosse selon Poinssot. Le prototype est précoce et date des alentours du début de l'ère commune, donc avant la mort d'Auguste, car la représentation n'est pas celle qui prévalait au milieu du premier siècle. Selon Poinssot, le prototype représenté sur l'autel aurait inspiré à Virgile certains tableaux de l'Énéide, comme Ascagne qui suit son père en le tenant par la main, ce qui suppose une date du prototype antérieure à 19 av. J.-C..
Les prototypes peuvent avoir été reliés à la décoration présente dans le temple de Mars Ultor du forum d'Auguste, qui présentait les ancêtres des Iulii,. Poinssot considère que le relief d'Énée, Ascagne et Anchise a pu être réalisé pour être posé sur un fronton.
Le dédicant de l'autel, Perelius Hedulus, avait pour objectif d'évoquer la lignée divine qui mène de Vénus et Anchise à la famille d'Auguste. Dans le panneau d'Énée, selon Charbonneaux, « le défenseur de Troie, le futur fondateur de Rome [...] préfigure Auguste, fils adoptif et vengeur de César ». De même, selon le même auteur, « l'éternité de Rome est garantie par l'union de Vénus et d'Anchise [...] [et] Ascagne-Julus est l'ancêtre éponyme de la famille des Jules qui se continue dans la lignée d'Auguste, dans la Gens Augusta ». L'emploi du thème d'Énée dans un monument d'une cité provinciale est très précoce et l'édifice est « un exemple rare de monument orné d'une scène sur les origines de Rome [...] directement [...] mis en relation avec le culte impérial ».

#### Panneau du taurobole

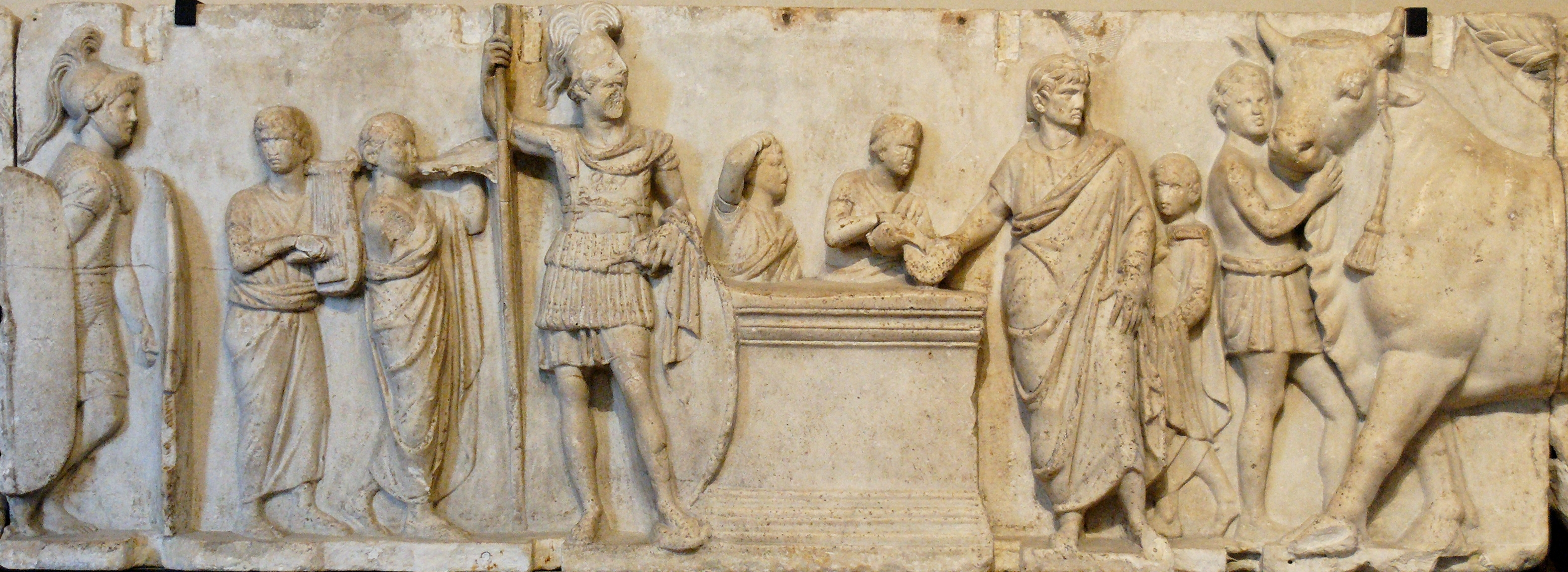
Représentation du taurobole sur la base du groupe statuaire de Domitius Ahenobarbus, élément conservé au musée du Louvre.

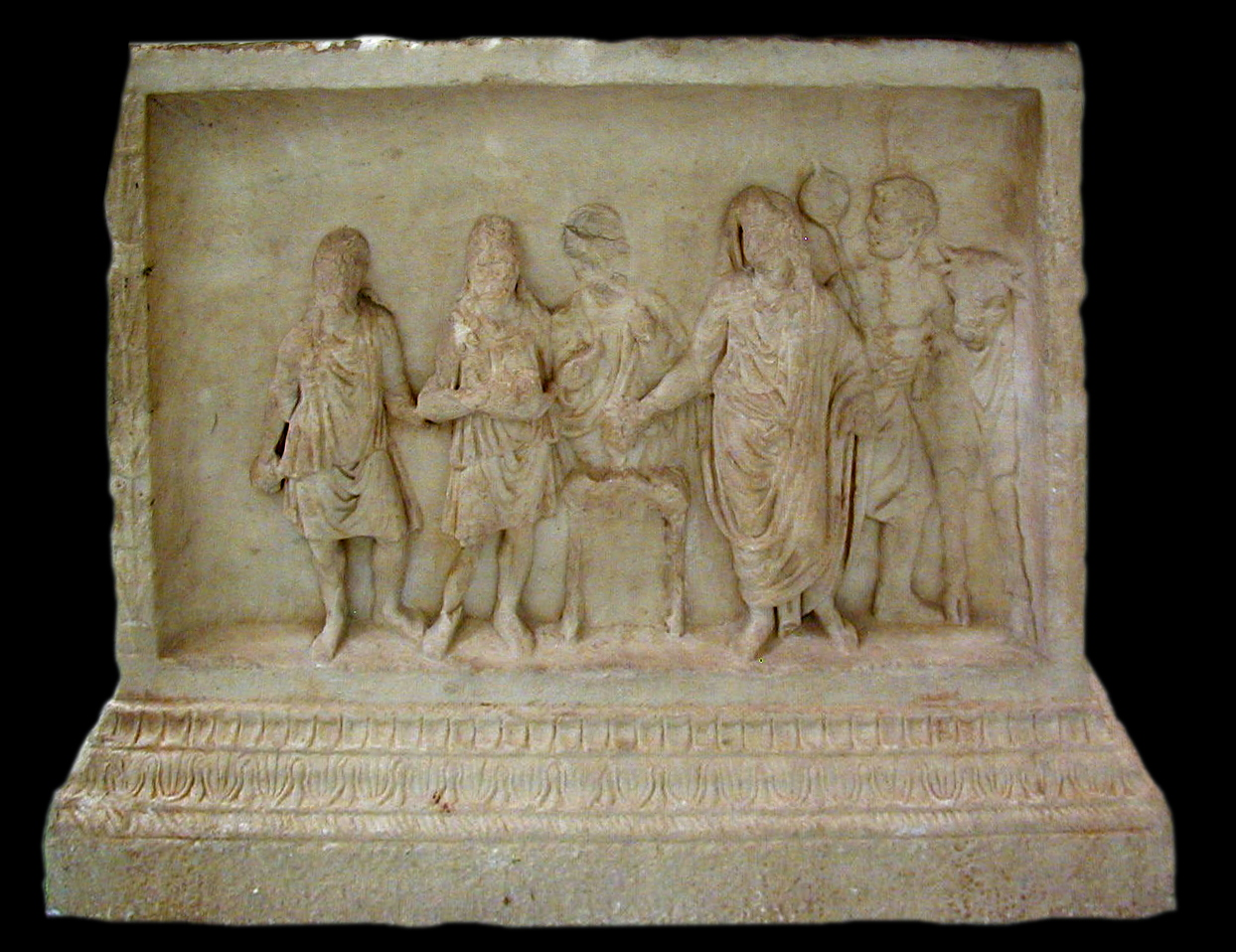
Scène de sacrifice de taureau.

L'autel présente sur l'une de ses faces un sacrifice alors que les autres faces sont consacrées à des thèmes mythologiques et aux ancêtres de la cité. Le même parti-pris est présent dans la base du groupe statuaire de Domitius Ahenobarbus mais aussi dans l'Ara Pacis, où « [s'y] mêlaient de la même façon l'histoire et la légende ». La face présente cinq personnages humains et l'animal qui va être sacrifié, un bovin ; tous ces êtres sont présentés de face. Deux des personnages sont à l'arrière-plan, l'un derrière l'autel (tibicen, joueur de flûte) et l'autre derrière l'officiant principal (victimarius, sacrificateur).
Deux camilli vêtus d'une tunique sont tournés vers l'officiant : l'un tient un vase d'eau et son bras gauche est tendu vers l'avant ; l'autre tient ouverte une boîte destinée à contenir de l'encens, l'acerra. Un autel est au milieu de la scène, avec les acrotères, les pilastres et le fronton. Il n'est pas représenté à une échelle réaliste, étant bien plus petit que nature.
Poinssot souligne que l'autel représenté est peut-être une modélisation du monument et il était sans doute peint. Le joueur de flûte, vêtu d'une toge, est placé derrière l'autel et a les avant-bras levés ; il tenait sans doute une flûte double. L'officiant, Auguste lui-même semble-t-il ou le dédicant, Hedulus,, porte la toge comme on le faisait au début de l'empire, et un pan lui voile la tête. Le bras droit est disposé au-dessus de l'autel, et la scène représente l'instant où il dépose de l'encens selon Poinssot. Le victimarius est présenté de façon moins statique que les autres personnages : son profil est de face et son visage est tourné vers la gauche. Il est nu hormis un pagne et une ceinture qui porte un couteau. L'épaule droite tient un manche dont le maillet est un disque. Le bras gauche est au-dessus de l'animal destiné au sacrifice.
L'animal destiné à la cérémonie est un veau, un taureau ou une génisse, qui a son poitrail couvert, un fait rare. En revanche, l'animal n'est pas muni d'éléments de décoration relativement fréquents dans d'autres représentations et avérés lors des cérémonies cultuelles. Dans cette scène, là encore, l'échelle n'est pas respectée.
Le panneau du sacrifice tout comme celui du départ d'Énée étaient réalisés pour être vus de biais selon Poinssot ; dans ces éléments le chêne tout comme la tête de l'animal sont destinés à attirer le regard.

### Couronnement
Le couronnement qui coiffait l'autel n'a pas été épargné par le temps, une partie non négligeable n'étant pas retrouvée lors du dégagement de l'œuvre.
Il possède sur deux faces un fronton et un acrotère, et des coussinets sur les deux autres faces. Un décor de feuilles d'eau, de doucines, de rinceaux et de feuilles de lotus formant volutes occupe l'espace en une composition complexe. L'usage du motif de palmettes et de lotus, présent dans l'ordre ionique, semble lié au côté conservateur de l'art augustéen selon Poinssot. Le couronnement, plus particulièrement le balteus, possède deux rangées d'oves et des rangs de perles et porte sur ses extrémités un feuillage comprenant des feuilles d'acanthe. L'un des deux frontons a presque disparu mais les deux devaient être semblables, reprenant un schéma très répandu et daté des VIe-Ve siècle av. J.-C. de « couples de spirales aux courbes contrariées couchées symétriquement ».
L'artiste a utilisé le schéma répandu à l'époque hellénistique et au Haut-Empire de l'aigle saisissant un serpent : deux serpents sont face à face, leur corps forme des volutes et la queue des reptiles forme un acrotère et entoure le rapace. Les espaces vides sont emplis de motifs de palmettes. L'usage de ce thème de l'aigle et des serpents n'est pas seulement décoratif, il est aussi religieux : les serpents sont les génies de la Gens Augusta, et l'aigle emmène les âmes des membres de la gens vers le Soleil.

### Inachèvement et précocité de l'œuvre
Le fond de l'œuvre n'a pas été fini par polissage, étape qui a été rapidement la règle sous l'empire. Cette absence va dans le sens d'une œuvre précoce, même si la thématique en fait assurément une œuvre augustéenne. Des éléments d'un autre autel d'époque augustéenne ont été retrouvés non loin du lieu de la découverte, à La Malga, et signalés comme conservés pour partie au musée d'Alger et pour partie au musée du Louvre.
Poinssot évoque à propos de certains détails une impression d'inachèvement. Selon cet auteur, les œuvres étaient retravaillées une fois installées à leur emplacement définitif. L'inachèvement proviendrait donc d'un manque d'artisans susceptibles d'effectuer le travail final. Cependant, la polychromie permettait d'atténuer cet aspect inachevé.
Les panneaux représentant les divinités sont travaillés plus finement que les autres. Le panneau du sacrifice est irrégulier, Poinssot évoquant au sujet de l'animal du sacrifice « l'extrême médiocrité du rendu » ; sur le même panneau, il parle d'un traitement lourd des drapés et d'une façon grossière de souligner les muscles des protagonistes.
Les deux coussinets du couronnement sont travaillés différemment, et leur lit de feuillage d'acanthes est moins réaliste sur l'un d'eux. Le couronnement est considéré par Poinssot comme plus soigné que le reste de la pièce, l'auteur comparant la finesse des serpents aux lézards figurant sur l'Ara Pacis, tout comme les plumages des deux œuvres.
La datation précoce issue de l'analyse stylistique est reprise par les auteurs récents qui datent l'ouvrage de la fin du règne d'Auguste.

## Œuvre à finalité religieuse et politique
Le culte impérial est l'expression du « loyalisme à l'égard de Rome et de ses princes » et les thèmes iconographiques utilisés sur l'autel sont des éléments de la propagande augustéenne ; se trouvent ainsi mêlées dans la même œuvre politique et religion.
Le culte de l'empereur est assuré par un flamine d'Auguste dans un sanctuaire qui lui est dédié. Le culte a été rendu sur l'autel, comme en témoignent des traces d'enduits présents sur la plateforme de l'œuvre : ces enduits devaient permettre de fixer une plaque de métal ou de terre cuite destinée à être en contact avec le feu du sacrifice et présentant des rigoles destinées à l'écoulement des liquides utilisés dans les rites.

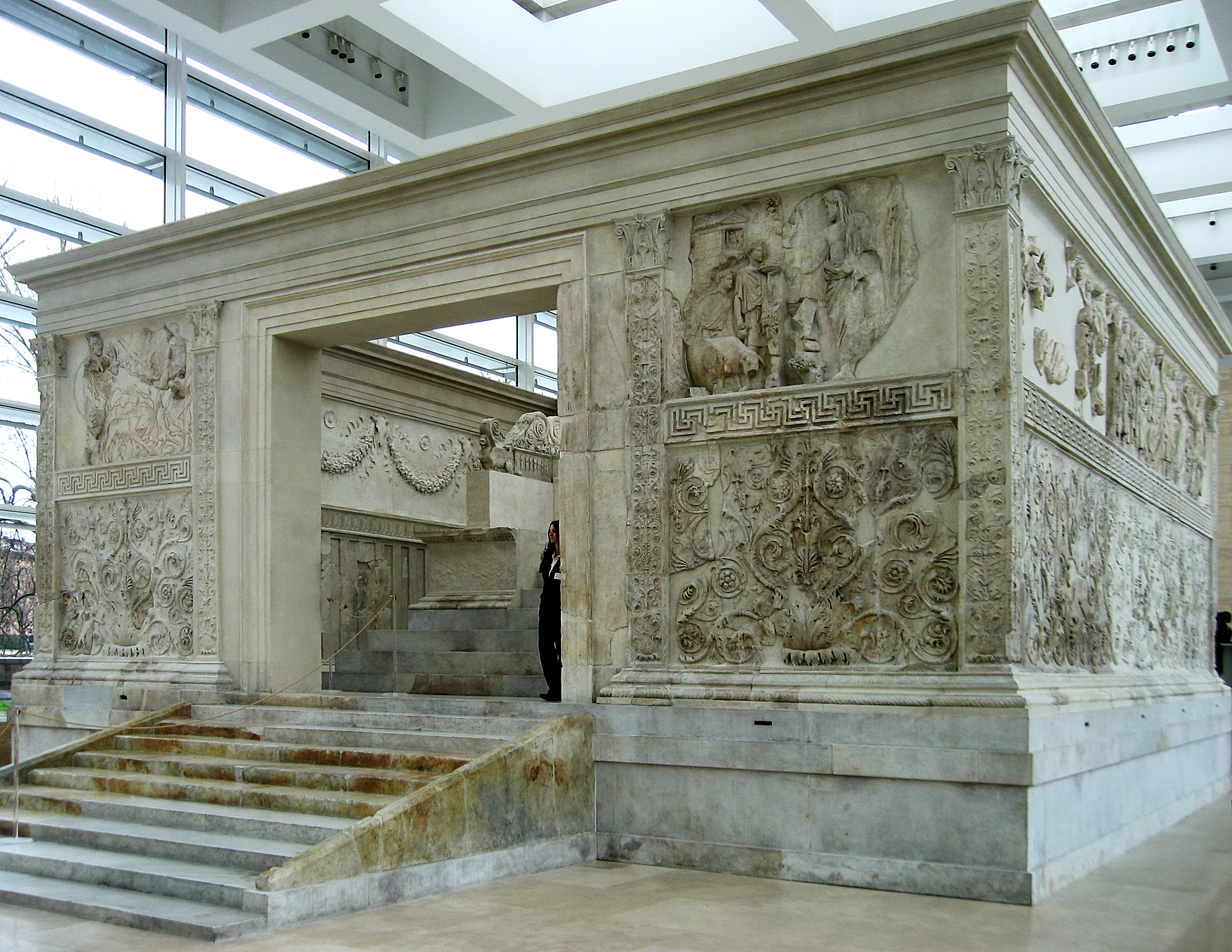
Vue générale de l'autel de l'Ara Pacis dans son lieu d'exposition actuel à Rome

L'autel est l'un des « moyens d'information de l'époque » destiné à démontrer la domination de Rome et du pouvoir impérial sur l'espace urbain. La refondation de Carthage et l'installation de colons italiens avaient pour objectif de contrôler la province et de diffuser les thèmes de la propagande dynastique du nouveau pouvoir.
Le culte impérial n'est pas imposé même s'il fut encouragé ; sa diffusion résulte d'initiatives d'individus ou de groupes reconnaissants à la personne de l'empereur pour la fin des tourments des guerres civiles et la prospérité retrouvée. La « virtus [du prince] assure le bonheur de ses sujets et la fécondité universelle », et la diffusion et le culte en sont assurés par les élites municipales. Le Glay a mis en évidence le rôle tenu dans la diffusion de ce culte, aussi bien en Afrique (comme en témoigne le complexe cultuel dédié par Hedulus) qu'en Asie, par les affranchis, ces « notables locaux, affranchis par Octave [...] et qui lui ont témoigné leur reconnaissance. On ne peut qu'être frappé par le rôle décisif joué par les affranchis [...] dans l'initiative et la promotion du culte impérial dans leurs provinces ». Il faut souligner en outre qu'en Afrique, les Numides et les Maures divinisaient déjà leurs souverains ; cette pratique a sans doute aidé à faire accepter le culte rendu au prince.
L'autel « reprend quelques-uns des leitmotiv de la propagande augustéenne » ; son iconographie reprend de façon plus modeste la thématique de l'autel de la paix d'Auguste et s'inspire « du style et de la composition » de cette œuvre. C'est un témoignage précieux de la diffusion précoce du culte impérial, y compris en Afrique romaine et plus particulièrement en Afrique proconsulaire, et, finalement, « un témoignage fondamental concernant l'emploi [des] thèmes légendaires dans le cadre de l'hommage religieux que des provinciaux rendaient à l'empereur régnant et à tous les empereurs divinisés ».
| Panneau              | Vertus exposées        | Observations          |
| -------------------- | ---------------------- | --------------------- |
| Panneau d'Énée       | Pietas                 | Piété                 |
| Panneau de Rome      | Victoria-Pax-Felicitas | Victoire-Paix-Bonheur |
| Panneau du sacrifice | Pietas                 | Piété                 |
| Panneau d'Apollon    | Pietas-Victoria        | Piété-Victoire        |

### Généralités ou articles sur des sujets non spécifiquement africains
- Jean Charbonneaux, L'art au siècle d'Auguste, Lausanne, La Guilde du Livre, 1948. .
- Gilbert Charles-Picard, « Un monument rhodien du culte princier des Lagides au musée national de Naples », CRAI, vol. 103, no 2,‎ 1959, p. 151-158 (lire en ligne). .
- Alexandra Dardenay, « Le rôle de l'image des primordia Urbis dans l'expression du culte impérial », dans Culto Imperial : politica y poder, Mérida, 2006, p. 153-168. .
- Jean Gagé, « Un thème de l'art impérial romain : la Victoire d'Auguste », Mélanges d'archéologie et d'histoire, no 49,‎ 1932, p. 61-92 (ISSN 0223-4874, lire en ligne).
- Tadeusz Kotula, « L'épigraphie latine et le culte impérial au Ier siècle de l'Empire », Gérion,‎ 1983, p. 215-218 (lire en ligne). .
- Marcel Le Glay, « La place des affranchis dans la vie municipale et dans la vie religieuse », Mélanges de l'École française de Rome – Antiquité, vol. 102, no 2,‎ 1990, p. 621-638 (lire en ligne). .